# Campodorus belokobylskii
Campodorus belokobylskii är en stekelart som beskrevs av Dmitriy R. Kasparyan 2005. Campodorus belokobylskii ingår i släktet Campodorus och familjen brokparasitsteklar. Inga underarter finns listade.